# Lycée Sophie-Germain
Le lycée Sophie-Germain est un lycée public, général et technologique, du 4e arrondissement de Paris. C'est historiquement le lycée Charlemagne pour jeunes filles. Il a été nommé d'après la mathématicienne née à Paris Sophie Germain.  Il s'agit pour le journal Libération d'un des lycées publics les plus prestigieux de Paris, dont le taux de réussite au baccalauréat en voie générale est de 100 %. Le ministère de l'Éducation nationale en fait en 2017 le quatrième meilleur lycée public de Paris après les lycées Condorcet, Henri IV et Louis le Grand.

## Situation et accès
L'entrée historique du lycée est située au 9, rue de Jouy, à 200 mètres du lycée Charlemagne. Il existe cependant une seconde entrée capable de supporter une plus grande affluence, elle est située au 32, rue Geoffroy-l'Asnier.
Le lycée est accessible par la ligne 1 du métro à la station Saint-Paul - Le Marais et par la ligne 7 du métro à la station Pont Marie. À proximité se trouvent les stations Vélib+ de la rue Tiron, de la rue du Pont-Louis-Philippe et de la rue Saint-Antoine.
Il est également situé à 600 mètres de l'Hôtel de ville et à 900 mètres de la Place de la Bastille.
Il s'agit d'un des deux lycées publics du quatrième arrondissement de Paris avec le Lycée Charlemagne.

## Origine du nom
Il porte le nom de Sophie Germain, mathématicienne, physicienne et philosophe française ayant vécu à Paris. Il est couramment appelé « SG » par les élèves.  Un groupe en pierre, La Famille, de Louis-Armand Bardery et un buste en marbre de Sophie Germain ornent la cour du lycée.

## Histoire

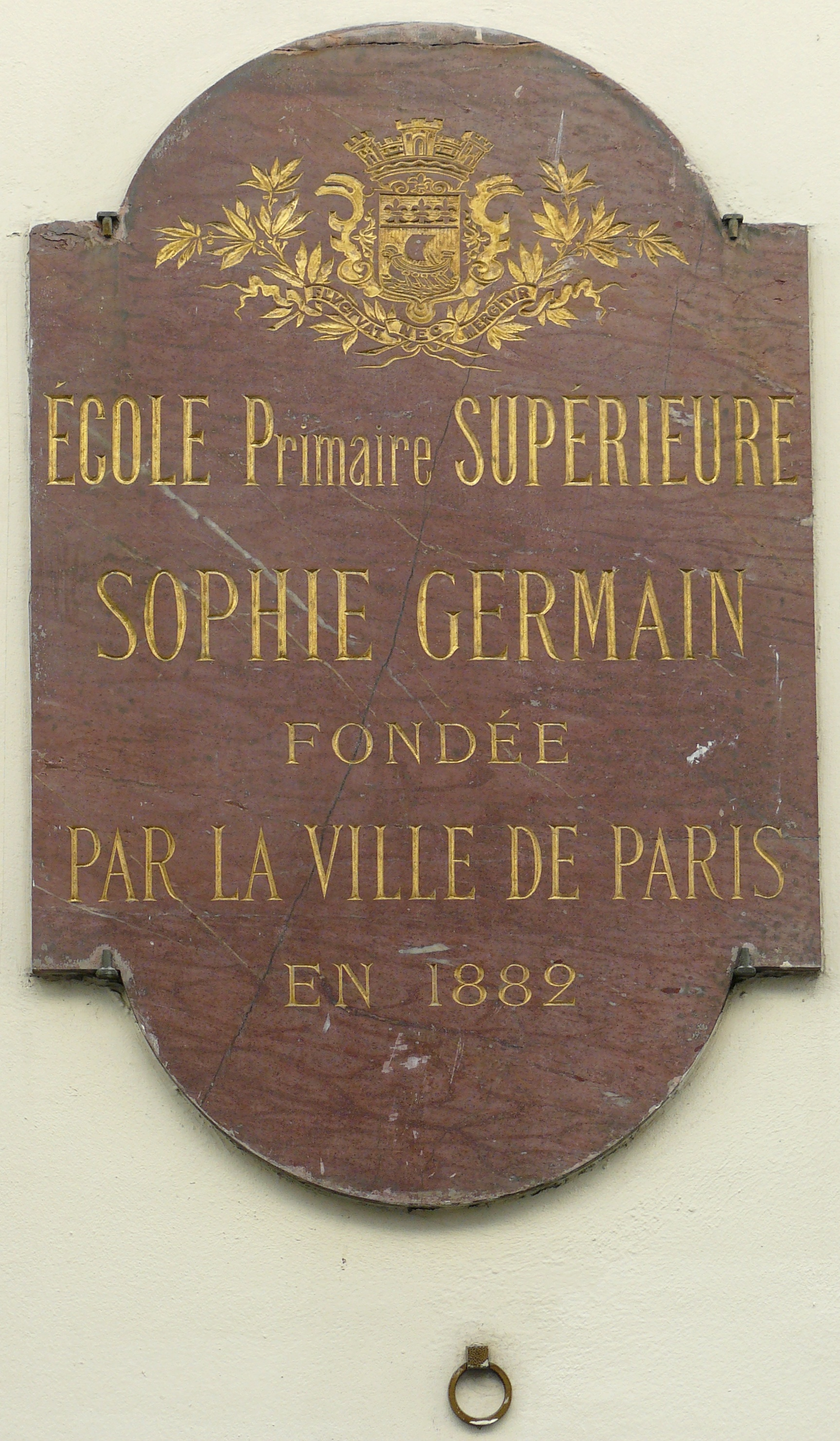
Plaque commémorative sur la façade du lycée.

Les bâtiments ont pour origine l'ancienne maison de l'Hermitage, devenue l'hôtel de Fourcy. En 1827 l'hôtel est loué à l'Institution Petit, puis en 1858 à la pension Harent qui héberge des élèves internes du lycée Charlemagne. En 1880, les locaux sont affectés à une école primaire supérieure féminine, la première à Paris, et la ville de Paris achète le bâtiment en 1882. Démarrée avec 65 élèves, l'école en compte 425 en 1900. En 1888, le nom de Sophie Germain est donné à l'école. Il s'agit d'une école primaire supérieure.
Sous l'égide d'Aimée Fiévet, qui en assura la direction de 1913 à 1928 après y avoir enseigné les sciences pendant plus de vingt ans, l'école devint un lieu d’innovation pédagogique où se furent formées de futures actrices de l’Éducation nouvelle comme Marie-Aimée Niox-Château.
En 1941, l'école primaire supérieure Sophie-Germain tombe sous le coup de la loi Carcopino et devient un collège moderne.
Pendant la Seconde Guerre mondiale, le lycée est un haut lieu de la Résistance. La surveillante générale Marie Ernestine Vermot Droin héberge des enfants juifs ainsi que des aviateurs canadiens dans le cadre du réseau Bourgogne. De même, la directrice arrivée en 1943, Anne Jeanne Marguerite Lagueunière, aussi une résistante, porte assistance à des élèves juifs, et permet d'imprimer des tracts du Front national de l'Enseignement primaire dans les caves de l'établissement, tout en hébergeant des résistants. Le collège abrite aussi la « boîte aux lettres » parisienne de Pierre Hervé, chef des Mouvements unis de la Résistance en zone sud. Dans le cadre du Concours national de la Résistance et de la déportation 2022-2023, des élèves mettent à jour l'histoire du lycée pendant la guerre et en réalisent un court-métrage,.
D'abord considéré comme annexe féminine du lycée Charlemagne tout proche, l'établissement devient indépendant dans les années 1970. En 1976, il devient mixte. En 1979, le premier cycle disparaît du lycée et l'effectif s'établit autour de 1 000 élèves.
En 2021, de nombreux artistes et intellectuels tels que Annie Ernaux, Jacques Audiard ou encore Robert Gédiguian se mobilisent en signant une tribune dans le journal Libération pour sauver l'option cinéma du lycée.

## Enseignements
Le lycée accueille huit classes de Seconde, sept classes de Première générale, une classe de Première STMG, sept classes de Terminale générale et deux classes de Terminale STMG. 
À la suite de la réforme du baccalauréat général, les spécialités enseignées à Sophie-Germain sont :
- Histoire-géographie, géopolitique et sciences politiques
- Humanités, littérature et philosophie
- Langues, littératures et cultures étrangères (anglais)
- Mathématiques
- Numérique et sciences informatiques
- Physique-chimie
- Sciences de la vie et de la Terre
- Sciences économiques et sociales

Ainsi que les enseignements facultatifs de maths complémentaires et maths experts en classe de terminale.
Le lycée possède l'option cinéma-audiovisuel depuis 2002, ainsi que trois sections européennes : histoire-géographie en allemand, histoire-géographie en portugais et SES en anglais. Il propose aussi les enseignements optionels du latin, du grec et de l'italien en troisième langue.
Le lycée accueille également des étudiants en BTS : banque et communication.

## Classement du lycée
Le lycée est considéré comme un des deux meilleurs lycées de la zone d'affectation Paris centre et est avec le Lycée Charlemagne. Le recteur Christophe Kerrero le considère à ce titre comme un des lycées d'élite parisiens. 
En 2018 selon L'Express, le lycée se classe 42e sur 108 au niveau départemental quant à la qualité d'enseignement, et 200e au niveau national. Ce classement est le fruit de différents indicateurs: le taux de réussite au bac, le taux de mention, la proportion d'élèves de première qui obtient le baccalauréat en ayant fait les deux dernières années de leur scolarité dans l'établissement, et la valeur ajoutée (calculée à partir de l'origine sociale des élèves, de leur âge et de leurs résultats au diplôme national du brevet).

## Direction
Collège moderne Sophie-Germain
- 1943-1947 : Anne Jeanne Marguerite Lagueunière

Lycée Sophie-Germain
- 1982-1997 : Mme Michel
- 1997-2012 : Michel Vaudry
- 2012-2017 : Marie-Anne Krzesinski
- 2017-2022 : Claudia Corsiny-Mery
- 2022-2023 : Éric Thimonier
- Depuis 2023 : Pierre-Luc Masson

## Anciens élèves notables
- Jenny Plocki de 1943 à 1944 (militante)[22]
- Eléonore Klarwein  de 1978 à 1979 (actrice dans Diabolo menthe)[23]
- Daniel Cohen de 1979 à 1982 (réalisateur, acteur dans Tout ce qui brille)
- François Narboni de 1979 à 1982 (compositeur)
- Hadrien Laroche de 1979 à 1982 (écrivain, diplomate)
- Christian Monthieux, dit Krichou Monthieux de 1980 à 1983 (musicien)
- Bruno Solo de 1980 à 1983 (acteur)[24]
- Aure Atika de 1985 à 1987 (actrice)
- Ana Girardot de 2004 à 2007 (actrice)
- Alba Gaïa Bellugi de 2010 à 2013 (actrice)